# راه‌آهن کیوشو
راه‌آهن کیوشو (انگلیسی: Kyushu Railway Company) شرکت ترابری ریلی ژاپنی است، که در سال ۱۹۸۷ تأسیس شد.